# Ludwigsthal (Wüstung)
Ludwigsthal ist eine Wüstung im Gebiet der Woiwodschaft Westpommern in Polen. Sie liegt in Hinterpommern, etwa 30 Kilometer südöstlich von Stettin. 
Das Dorf Ludwigsthal ist im 19. Jahrhundert entstanden. Bei der Regulierung der gutsherrlichen und bäuerlichen Verhältnisse (siehe: Preußische Agrarverfassung) der Dörfer Klein Küssow und Verchland wurden die selbständigen Landwirte dieser Dörfer ab dem Jahre 1822 in eine neue Ansiedlung verlegt. Dies waren vier Kossäten aus Klein Küssow und ein Kossät aus Verchland. In Klein Küssow und Verchland selbst verblieben die Rittergüter mit dem Gutspersonal. Diese neue Ansiedlung lag etwas über zwei Kilometer östlich von Klein Küssow, ganz in der Nähe des Nachbardorfes Schlötenitz, von dem sie durch das Flüsschen Hufnitz getrennt war. Sie erhielt den Namen Ludwigsthal nach dem Gutsherrn von Klein Küssow und Verchland, dem Geheimen Regierungsrat Ludwig Geibler. 
Ende 1822 zählte Ludwigsthal 29 Einwohner, um 1860 31 Einwohner. Im Jahre 1910 zählte die Gemeinde Ludwigsthal nur noch 14 Einwohner.
Später wurde Ludwigsthal in die Landgemeinde Schlötenitz eingemeindet. Bis 1945 gehörte Ludwigsthal als Teil der Gemeinde Schlötenitz zum Kreis Pyritz der preußischen Provinz Pommern.
Nach dem Zweiten Weltkrieg kam Ludwigsthal, wie ganz Hinterpommern, an Polen. Heute liegt der Ort wüst. Er liegt im Gebiet der Gmina Stargard (Landgemeinde Stargard in Pommern).